# Censura delle immagini in Unione Sovietica

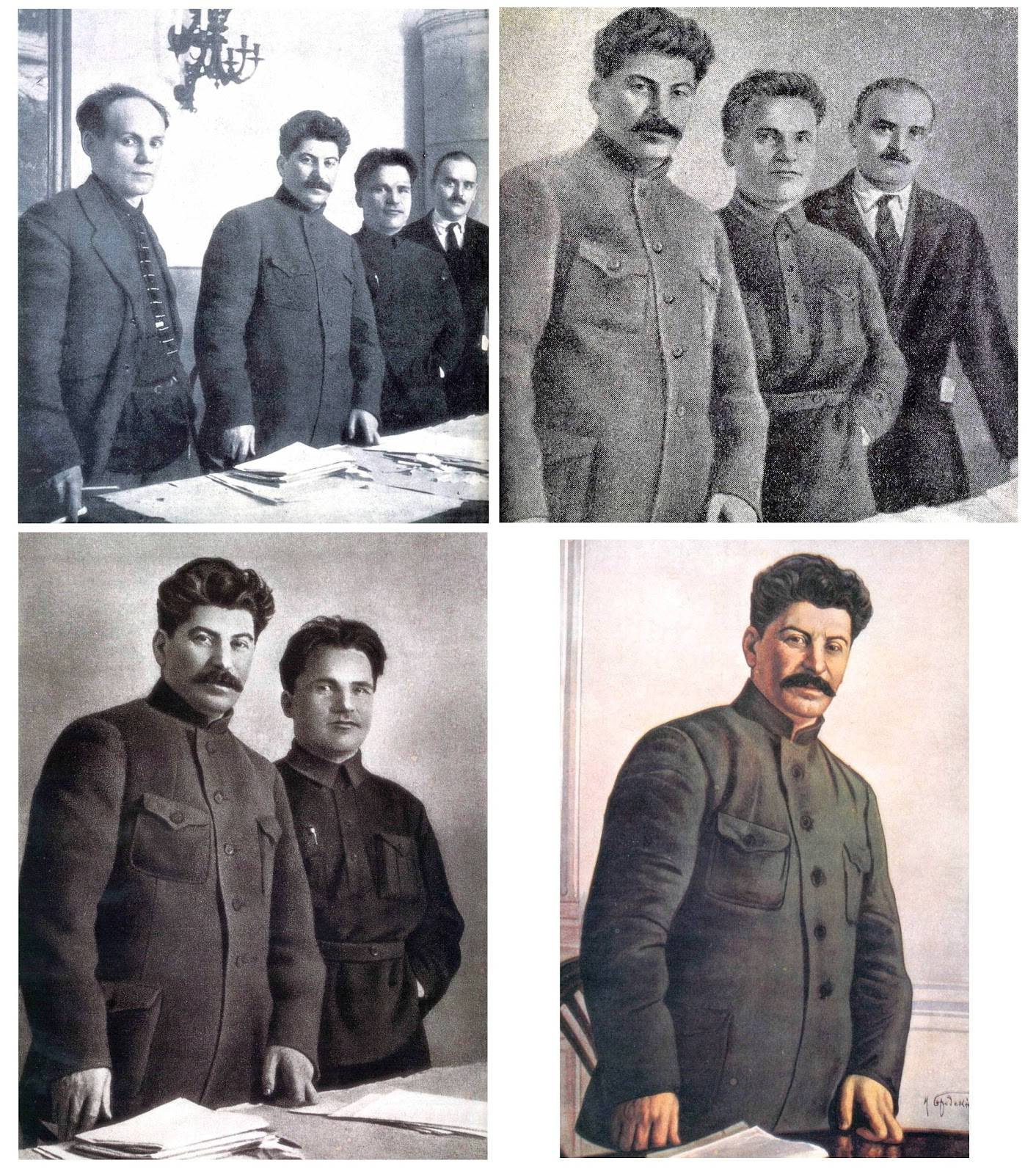
Un esempio di modo in cui una fotografia veniva alterata più volte dopo che una persona era stata diffidata da Stalin.

La censura delle immagini era molto diffusa in Unione Sovietica e veniva sfruttata in contesti politici, in particolare durante le grandi purghe attuate da Iosif Stalin, dove il governo sovietico tentava di cancellare molte figure purgate dalla storia sovietica, e prese misure come l'alterazione delle immagini e la distruzione di pellicole. L'URSS limitò l'accesso alla pornografia, specificatamente proibita dalla legge.

## Censura di immagini pornografiche
La legge sovietica proibiva la produzione e la distribuzione della pornografia in base all'articolo 228 del codice criminale della RSFS Russa e alla legislazione analoga adottata dalle altre repubbliche sovietiche.
Mentre le scene di nudo apparvero in un certo numero di film sovietici prima della glasnost' degli anni ottanta, La piccola Vera del 1988 fu il primo ad includere una scena di sesso esplicito.
Le immagini e le videocassette pornografiche venivano contrabbandate in Unione Sovietica per una distribuzione illegale. Oltre alla legge anti-pornografia, tale contrabbando era proibito dalle disposizioni legali che davano allo Stato sovietico il diritto esclusivo di condurre i commerci con l'estero.

## Censura di fotografie storiche

### Nikolaj Ežov e la foto sul Canale di Mosca
Questa foto fu scatta sul Canale di Mosca quando Nikolaj Ežov era il Commissario per il trasporto sull'acqua. Dopo il suo declino al potere, venne arrestato e fucilato, mentre la sua immagine fu rimossa dai censori.
Ežov nacque a San Pietroburgo il 1º maggio 1895, e dal 1915 al 1917 prestò servizio nell'Esercito imperiale russo. Si unì ai bolscevichi il 5 maggio 1917 a Vicebsk, pochi mesi prima della rivoluzione d'ottobre. Durante la guerra civile russa (1919–1921) combatté nell'Armata Rossa. Dopo febbraio del 1922, lavorò nel sistema politico, entrando a far parte del Comitato centrale del PCUS nel 1935; l'anno seguente divenne un segretario del Comitato centrale. Da febbraio del 1935 a marzo del 1939 fu anche il Presidente della Commissione centrale per il controllo del partito.
Nel 1935 scrisse un documento in cui discusse che l'opposizione politica doveva eventualmente portare alla violenza e al terrorismo; tale idea divenne in parte la base ideologica delle purghe. Ežov divenne il Commissario del popolo per gli affari interni e un membro del Presidium del Comitato esecutivo centrale il 26 settembre 1936. Con Ežov, le purghe raggiunsero il loro apice, con circa la metà dell'establishment politico e militare sovietico imprigionato o fucilato, assieme a centinaia di migliaia di altre persone, sospettate di tradimento o "rottura". Ežov fu accusato di questo eccesso il 10 aprile del 1939 e venne successivamente arrestato. Il 4 febbraio 1940, venne condannato a morte.

### Discorso di Lenin
Il 5 maggio 1920, Lenin tenne un famoso discorso ad una folla di truppe sovietiche nella piazza Sverdlov di Mosca. Nel primo piano della famosa fotografia vi erano Lev Trockij e Lev Kamenev, che furono in seguito cancellati dai censori.

#### Lev Trockij
Rivoluzionario bolscevico e teorico del marxismo, Trockij fu un politico influente nei primi giorni dell'Unione Sovietica, prima come commissario del popolo per gli affari esteri e dopo come fondatore e comandante dell'Armata Rossa, nonché commissario del popolo della guerra. Fu anche tra i primi membri del Politburo del Comitato centrale del PCUS.
Divenne un nemico dello Stato sovietico quando fallì nel suo tentativo di opporsi alle politiche e all'ascesa di Stalin negli anni venti, oltre che contro la burocratizzazione dell'URSS. Trockij fu espulso dal PCUS e deportato con le grandi purghe. Come capo della Quarta Internazionale, continuò in esilio ad opporsi alla burocrazia stalinista in Unione Sovietica, fin quando non venne ucciso in Messico da Ramón Mercader. Le idee di Trockij formarono le basi del trotskismo, una variante della teoria comunista che si oppose allo stalinismo.

#### Lev Kamenev
Kamenev si unì al Partito Operaio Socialdemocratico Russo nel 1901 e alla sua fazione bolscevica dopo la divisione nell'agosto del 1903. Scalò i gradi della leadership sovietica e fu brevemente il capo nominale dello Stato sovietico nel 1917, per diventare successivamente il presidente (1923–1924) del Politburo.
Dopo l'assassinio di Sergej Kirov avvenuto il 1º dicembre 1934 che portò alle grandi purghe staliniane, Grigorij Zinov'ev, Kamenev e i suoi associati furono espulsi dal PCUS e arrestati nel dicembre 1934. Furono processati nel gennaio del 1935 e furono costretti ad ammettere la "complicità morale" nell'omicidio di Kirov. Zinov'ev fu condannato a dieci anni di prigione mentre Kamenev a cinque. Nello stesso anno, Kamenev fu accusato per presunte connessioni con il Caso del Cremlino e, sebbene avesse rifiutato di confessare, fu condannato a dieci anni di prigione.
Nell'agosto 1936, dopo mesi di attenti preparativi e creazioni di prove all'interno delle prigioni della polizia segreta sovietica, Zinov'ev, Kamenev e altre 14 persone, principalmente vecchi bolscevichi, furono posti nuovamente sotto accusa durante i processi di Mosca. Kamenev e tutti gli altri furono dichiarati colpevoli e furono fucilati il 25 agosto 1936.

### Cartoline
Il 7 novembre 1917, il leader bolscevico Lenin guidò i suoi rivoluzionari in una rivolta contro il governo provvisorio in quella che passò alla storia come la "Rivoluzione d'ottobre", istituendo il governo dei soviet e la nascita della RSFS Russa. Le forze liberali e monarchiche organizzarono l'Armata Bianca e si scontrarono contro l'Armata Rossa dei bolscevichi, scatenando la guerra civile.
Durante la rivoluzione, furono scattate molte fotografie ritraenti combattenti gioiosi celebranti le loro vittorie. Queste venivano spesso usate dopo la guerra come cartoline celebrative e di propaganda.
Nella cartolina qui mostrata, il negozio sullo sfondo recitava inizialmente "Orologi, oro e argento", ma venne sostituito in seguito con "Lotta per i tuoi diritti". Anche una bandiera che inizialmente era di un colore solido fu alterata con la scritta "Abbasso la monarchia - lunga vita alla repubblica!".

### Unione della lotta per l'emancipazione della classe operaia
L'Unione di lotta per l'emancipazione della classe operaia di San Pietroburgo fu fondata da alcuni rivoluzionari russi, tra cui Michail Kalinin e Lenin, che In seguito si unirono con altri gruppi per formare il Partito Operaio Socialdemocratico Russo (POSDR).
Questa foto, scattata nel febbraio del 1897, rappresenta un incontro della fase pietroburghese dell'Unione immediatamente precedente all'arresto da parte della Ochrana. I membri ricevettero varie punizioni, con Lenin arrestato, trattenuto dalle autorità per quattordici mesi per poi essere rilasciato ed esiliato al villaggio di Šušenskoe in Siberia, dove si unì con noti teorici marxisti come Georgij Plechanov, considerato il "padre del marxismo russo".
Al centro, vi è Aleksandr Mal'čenko, all'epoca studente di ingegneria la cui madre permise a Lenin di nascondersi in casa loro. Dopo il suo arresto, trascorse del tempo in esilio prima di ritornare nel 1900 e abbandonare la rivoluzione. Mal'čenko si trasferì a Mosca, dove lavoro come ingegnere capo in diversi dipartimenti statali prima di esser arrestato nel 1929, erroneamente accusato di essere un "sabotatore" e fucilato il 18 novembre 1930. Dopo la sua morte, fu cancellato da tutte le riproduzioni fotografiche e artistiche, ma nel 1958 venne riabilitato e ricomparve nelle foto.

### Cosmonauta "perduto"
Dopo la morte del cosmonauta Valentin Bondarenko avvenuta nel 1961 in un incidente durante l'addestramento, il governo sovietico lo cancellò dalle fotografie del primo gruppo di cosmonauti. Dato che Bondarenko era già apparso in fotografie di dominio pubblico, la sua eliminazione portò alla nascita di teorie riguardo cosmonauti morti in lanci falliti. Sia l'esistenza di Bondarenko che la natura della sua morte rimasero un segreto di Stato fino al 1986.

### Bandiera sul Reichstag
Quando Berlino cadde negli ultimi giorni della seconda guerra mondiale in Europa, il fotografo di guerra dell'Armata Rossa Evgenij Chaldej riunì alcuni soldati e scattò loro una foto mentre issavano la Bandiera della Vittoria sul tetto del Palazzo del Reichstag. La fotografia rappresentava un momento storico, la sconfitta della Germania in una guerra che costò all'Unione Sovietica decine di milioni di vite.
Dopo aver scattato la foto, Chaldej tornò velocemente a Mosca, dove modificò in un secondo momento l'immagine su richiesta del caporedattore di Ogonëk, poiché aveva notato che il sergente Abdulchakim Ismailov, colui che sostiene il portatore della bandiera nella foto, aveva un orologio su ciascun polso, indicandolo quindi come un saccheggiatore. Successivamente, le fonti sovietiche affermarono che l'orologio aggiuntivo era in realtà una bussola Adrianov e che Chaldej, per evitare qualsiasi controversia, modificò la foto per rimuovere l'orologio dal polso destro di Ismailov. Chaldej copiò anche il fumo sullo sfondo di un'altra foto per rendere la scena ancora più drammatica.
La foto venne pubblicata il 13 maggio 1945 sulla rivista Ogonëk e nonostante molti fotografi avessero scattato delle fotografie di bandiere sul tetto del Reichstag, quella di Chaldej divenne la più iconica.